# Vinton Gray Cerf
Vinton Gray Cerf (ur. 23 czerwca 1943 w New Haven) – amerykański informatyk, uważany za jednego z ojców Internetu.

## Życiorys
Vinton uzyskał licencjat z matematyki na Stanford University w 1965 roku oraz stopień naukowy doktora (PhD-Doctor of Philosophy) w dziedzinie nauk komputerowych Uniwersytecie Kalifornijskim – kolejno w 1970 i 1972.
W czasie pracy w Defense Advanced Research Projects Agency w latach 1976–1982 Cerf odegrał kluczową rolę w opracowaniu protokołu modelu TCP/IP. Jako wiceprezes MCI Digital Information Services od 1982 do 1986 kierował rozwojem MCI Mail – pierwszego komercyjnego serwisu poczty elektronicznej podłączonego do Internetu. Jest autorem kilku Request for Comments. W 1992 roku założył stowarzyszenie Internet Society.
W grudniu 1997, razem z Bobem Kahnem, został uhonorowany za swoje osiągnięcia przez prezydenta Billa Clintona amerykańskim odznaczeniem National Medal of Technology. W 1995 roku został laureatem Yuri Rubinsky Memorial Award. W 2004 został wspólnie z Kahnem uhonorowany Nagrodą Turinga. Zostały mu także przyznane kilkukrotnie tytuły doctor honoris causa.
Obecnie Cerf pracuje nad Interplanetary Protocol (zobacz: Internet międzyplanetarny), który ma być standardem radiowo-laserowej komunikacji międzyplanetarnej, odpornej na degradację sygnału.
Od 1999 do 2007 był członkiem zarządu ICANN.
8 września 2005 Google Inc. ogłosiło, że angażuje Cerfa jako „wiceprezesa i naczelnego ewangelistę Internetu”.

## Część publikacji
- Vinton Gray Cerf, Zero Text Length EOF Message, RFC 13, IETF, sierpień 1969, DOI: 10.17487/RFC0013, ISSN 2070-1721, OCLC 943595667 (ang.).
- Vinton Gray Cerf, IMP-IMP and HOST-HOST Control Links, RFC 18, IETF, wrzesień 1969, DOI: 10.17487/RFC0018, ISSN 2070-1721, OCLC 943595667 (ang.).
- Vinton Gray Cerf, ASCII format for network interchange, STD 80, RFC 20, IETF, październik 1969, DOI: 10.17487/RFC0020, ISSN 2070-1721, OCLC 943595667 (ang.).
- Vinton Gray Cerf, Host-host control message formats, RFC 22, IETF, październik 1969, DOI: 10.17487/RFC0022, ISSN 2070-1721, OCLC 943595667 (ang.).
- Vinton Gray Cerf, Data transfer protocols, RFC 163, IETF, maj 1971, DOI: 10.17487/RFC0163, ISSN 2070-1721, OCLC 943595667 (ang.).
- Vinton Gray Cerf, PARRY encounters the DOCTOR, RFC 439, IETF, styczeń 1973, DOI: 10.17487/RFC0439, ISSN 2070-1721, OCLC 943595667 (ang.).
- Vinton Gray Cerf, Twas the night before start-up, RFC 968, IETF, grudzień 1985, DOI: 10.17487/RFC0968, ISSN 2070-1721, OCLC 943595667 (ang.).
- Vinton Gray Cerf, Report of the second Ad Hoc Network Management Review Group, RFC 1109, IETF, sierpień 1989, DOI: 10.17487/RFC1109, ISSN 2070-1721, OCLC 943595667 (ang.).
- Vinton Gray Cerf, Internet Activities Board, RFC 1120, IETF, wrzesień 1989, DOI: 10.17487/RFC1120, ISSN 2070-1721, OCLC 943595667 (ang.).
- Vinton Gray Cerf, Thoughts on the National Research and Education Network, RFC 1167, IETF, lipiec 1990, DOI: 10.17487/RFC1167, ISSN 2070-1721, OCLC 943595667 (ang.).
- Networks, Scientific American Special Issue on Communications, Computers, and Networks, wrzesień 1991
- Guidelines for Internet Measurement Activities, październik 1991
- Vinton Gray Cerf, A VIEW FROM THE 21ST CENTURY, RFC 1607, IETF, 1 kwietnia 1994, DOI: 10.17487/RFC1607, ISSN 2070-1721, OCLC 943595667 (ang.).
- Vinton Gray Cerf, An Agreement between the Internet Society and Sun Microsystems, Inc. in the Matter of ONC RPC and XDR Protocols, RFC 1790, IETF, kwiecień 1995, DOI: 10.17487/RFC1790, ISSN 2070-1721, OCLC 943595667 (ang.).
- Vinton Gray Cerf, I REMEMBER IANA, RFC 2468, IETF, październik 1998, DOI: 10.17487/RFC2468, ISSN 2070-1721, OCLC 943595667 (ang.).
- Vinton Gray Cerf, Memo from the Consortium for Slow Commotion Research (CSCR), RFC 1217, IETF, 1 kwietnia 1991, DOI: 10.17487/RFC1217, ISSN 2070-1721, OCLC 943595667 (ang.).
- Vinton Gray Cerf, The Internet is for Everyone, RFC 3271, IETF, kwiecień 2002, DOI: 10.17487/RFC3271, ISSN 2070-1721, OCLC 943595667 (ang.).

### Jako współautor
- Vinton Cerf, Robert Kahn, A Protocol for Packet Network Intercommunication (IEEE Transactions on Communications, maj 1974)
- Vinton Gray Cerf, Y. Dalal, C. Sunshine, Specification of Internet Transmission Control Program, RFC 675, IETF, grudzień 1974, DOI: 10.17487/RFC0675, ISSN 2070-1721, OCLC 943595667 (ang.).
- Vinton Gray Cerf, Jon Postel, Mail transition plan, RFC 771, IETF, wrzesień 1980, DOI: 10.17487/RFC0771, ISSN 2070-1721, OCLC 943595667 (ang.).
- Vinton Gray Cerf, K.L. Mills, Explaining the role of GOSIP, RFC 1169, IETF, sierpień 1990, DOI: 10.17487/RFC1169, ISSN 2070-1721, OCLC 943595667 (ang.).
- D. Clark i inni, Towards the Future Internet Architecture, RFC 1287, IETF, grudzień 1991, DOI: 10.17487/RFC1287, ISSN 2070-1721, OCLC 943595667 (ang.).
- S. Hardcastle-Kille i inni, A Strategic Plan for Deploying an Internet X.500 Directory Service, RFC 1430, IETF, luty 1993, DOI: 10.17487/RFC1430, ISSN 2070-1721, OCLC 943595667 (ang.).
- Vinton Cerf & Bob Kahn, Al Gore and the Internet, 2000-09-28[4]
- Vinton Cerf et al., Internet Radio Communication System 9 lipca 2002, U.S. Patent 6,418,138
- Vinton Cerf et al., System for Distributed Task Execution 3 czerwca 2003, U.S. Patent 6,574,628
- Vinton Gray Cerf i inni, Delay-Tolerant Networking Architecture, RFC 4838, IETF, kwiecień 2007, DOI: 10.17487/RFC4838, ISSN 2070-1721, OCLC 943595667 (ang.).